# Steen Krarup
 Steen Thure Krarup (født 28. april 1943) er en dansk maler, grafiker og installationskunstner. Han deltog i 1982 på den skelsættende generationsudstilling Kniven på hovedet på Tranegården i Gentofte.

## Ekstern henvisning
- Steen Krarup på Kunstindeks Danmark/Weilbachs Kunstnerleksikon

|  | Artiklen om Steen Krarup kan blive bedre, hvis der indsættes et (bedre) billede Du kan hjælpe ved at afsøge Wikimedia Commons for et passende billede eller uploade et godt billede til Wikimedia Commons iht. de tilladte licenser og indsætte det i artiklen. |